# Fethiye Spor Kulübü
Il Fethiye Spor Kulübü è una società calcistica con sede a Fethiye, in Turchia. Fondato nel 1933 il club milita nella TFF 2. Lig, il terzo livello del campionato turco di calcio. Il club gioca le gare casalinghe al Fethiye İlçe Stadyumu che ha una capacità di 10000 posti a sedere.

## Statistiche
- TFF 1. Lig:1995-1996, 2013-
- TFF 2. Lig:??

## Palmarès

### Competizioni nazionali
- TFF 3. Lig: 1

1994-1995

### Altri piazzamenti
- TFF 2. Lig:

Vittoria play-off: 2012-2013

## Rosa 2013-2014
| N. |                    | Ruolo | Calciatore       |
| -- | ------------------ | ----- | ---------------- |
| 1  | Turchia (bandiera) | P     | Ömer Sepici      |
| 3  | Turchia (bandiera) | D     | Sabri Gümüşsoy   |
| 4  | Turchia (bandiera) | D     | Sabri Turgut     |
| 5  | Turchia (bandiera) | D     | Yaşar Kabakcı    |
| 9  | Turchia (bandiera) | A     | Volkan Kabadayı  |
| 10 | Turchia (bandiera) | C     | Onur Okan        |
| 14 | Turchia (bandiera) | C     | Enver Beyazıt    |
| 15 | Turchia (bandiera) | C     | Bülent Kalecikli |
| 16 | Austria (bandiera) | C     | Cem Atan         |
| 19 | Turchia (bandiera) | C     | Kenan Askan      |
| 20 | Turchia (bandiera) | C     | Uğur Aktaş       |
| 22 | Turchia (bandiera) | C     | Necdet Kaba      |
| 25 | Turchia (bandiera) | A     | Emre Öztürk      |
| 29 | Turchia (bandiera) | P     | Ersin Akdeniz    |
| 33 | Turchia (bandiera) | A     | Ekrem Sarıcan    |

| N. |                     | Ruolo | Calciatore          |
| -- | ------------------- | ----- | ------------------- |
| 35 | Turchia (bandiera)  | A     | Türker Demirhan     |
| 38 | Turchia (bandiera)  | D     | Tolga Yıldız        |
| 48 | Turchia (bandiera)  | P     | Ozan Öztürk         |
| 61 | Turchia (bandiera)  | P     | Bülent Ataman       |
| 63 | Turchia (bandiera)  | P     | Ferhat Ertürk       |
| 69 | Turchia (bandiera)  | D     | Sefa Durmuş         |
| 82 | Turchia (bandiera)  | C     | Halil Karataş       |
| 94 | Turchia (bandiera)  | C     | Mustafa Kemal Küçük |
| 99 | Turchia (bandiera)  | D     | Murat Türkkan       |
| -  | Turchia (bandiera)  | D     | Murat Özavcı        |
| -  | Turchia (bandiera)  | C     | Mustafa Ünver       |
| -  | Turchia (bandiera)  | C     | Yunus İlgen         |
| -  | Turchia (bandiera)  | D     | Habib Uzun          |
| -  | Turchia (bandiera)  | D     | Emre Okur           |
| -  | Irlanda (bandiera)  | C     | John McGrath        |
| -  | Bulgaria (bandiera) | C     | Serafim Mihaylov    |